# Maqui Edicions
Maqui Edicions es una editorial española afincada en Gerona y especializada en la publicación de juegos de rol. Se caracteriza por su voluntad de publicar sus juegos tanto en catalán como en castellano.

## Historia
Maqui Edicions fue fundada en 2006 por Joaquim Ball-llosera y Mateu Pastoret i Jou con la intención de publicar juegos de rol. Su primera publicación fue sin embargo el cómic Orn, integral dos espadas, publicado en 2006. Los dos primeros juegos de rol de Maqui han sido tres traducciones que publicó en 2009: Tíbet, el juego de rol (traducido al catalán en abril de 2009 y al castellano en septiembre de 2009) y Cataus (traducido al catalán en diciembre de 2009 a partir del juego Donjon, de Clinton R. Nixon).

## Juegos de rol
- Tibet, el joc de rol[1] (traducción en catalán, abril de 2009)
- Tíbet, el juego de rol[2] (traducción en castellano, septiembre de 2009)
- Cataus[3] (traducción en catalán, diciembre de 2009)

## Historietas
- Orn, Integral dues espases[4] (texto en catalán, septiembre de 2006)
- Orn, integral dos espadas[5] (traducción en castellano, diciembre de 2006)